# Harrison Schmitt
Harrison Hagan „Jack“ Schmitt (* 3. Juli 1935 in Santa Rita, Grant County, New Mexico) ist ein ehemaliger US-amerikanischer Astronaut, Geologe und Politiker. Er ist der bis heute letzte Mensch, der den Mond betreten hat.

## Leben

### Ausbildung
Nachdem Harrison Schmitt die High School absolviert hatte, studierte er am California Institute of Technology in Pasadena und an der Universität Oslo in Norwegen Geologie. 1964 bekam er den Doktorgrad für Geologie von der Harvard University verliehen.

### NASA

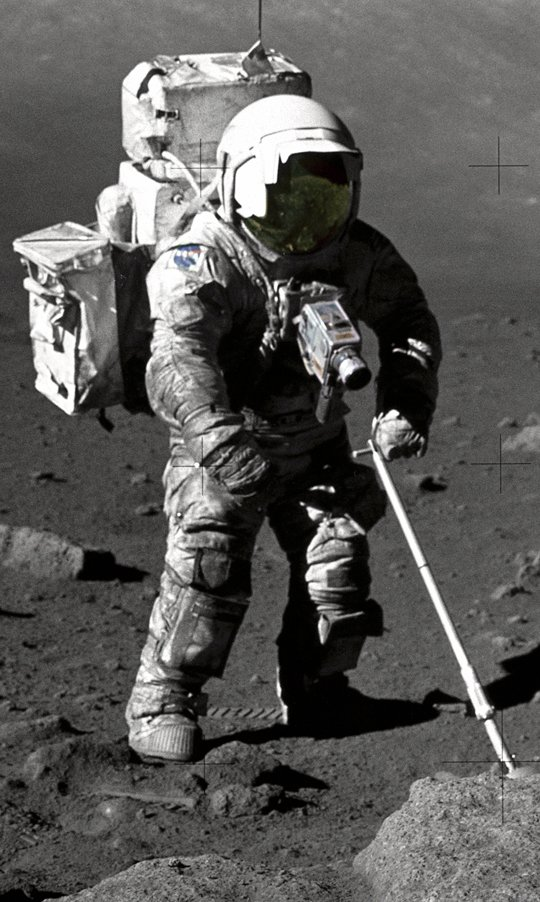
Schmitt auf dem Mond

Schmitt war der erste Wissenschaftsastronaut der NASA, der tatsächlich zum Einsatz kam. Seine vorherige Aufgabe war, die anderen Astronauten für die bevorstehenden Mondexkursionen für geologische Untersuchungen zu schulen.
Am 15. März 1970 wurde er als Pilot der Mondlandefähre der Ersatzmannschaft von Apollo 15 zugeordnet. Nach der üblichen Regel wäre er daher für die Hauptmannschaft von Apollo 18 nominiert worden, dieser Flug wurde aber im September 1970 gestrichen. Auf Druck von verschiedenen Seiten wurde er am 13. August 1971 schließlich der Mannschaft von Apollo 17 als Wissenschaftsastronaut zugeteilt.
Sein einziger Einsatz im Weltraum dauerte vom 6. bis 19. Dezember 1972. Im Rahmen der Apollo-17-Mission landete er am 11. Dezember mit der Mondlandefähre Challenger im Taurus-Littrow-Gebiet und führte gemeinsam mit Eugene Cernan die längste Monderkundung aller Apollo-Missionen durch. Dort stellten sie mit 18 km/h den inoffiziellen Landgeschwindigkeitsrekord des Mondes auf.
Schmitt ist der zwölfte und bislang letzte Mensch, der den Mond betreten hat, und der vorletzte Mensch auf der Mondoberfläche, die er am 14. Dezember 1972 verließ (Cernan, der Kommandant der Mission, betrat die Mondoberfläche vor Schmitt und kehrte bei der letzten Exkursion nach ihm in die Landefähre zurück).
Am 8. August 1998 wurde der Asteroid (7749) Jackschmitt nach ihm benannt.

### Politik
Schmitt schied im August 1975 aus der NASA aus, um sich 1976 für die Republikaner um einen Sitz im Senat der Vereinigten Staaten für New Mexico zu bewerben. Er setzte sich gegen Amtsinhaber Joseph Montoya durch und absolvierte vom 3. Januar 1977 bis zum 3. Januar 1983 eine Amtszeit als Senator, in der er Mitglied des Science, Technology, and Space Subcommittee war. Die Wiederwahl verlor er 1982 gegen den Demokraten Jeff Bingaman.

## Klimaskeptizismus
Schmitt bestreitet die vom Menschen verursachte globale Erwärmung. Aus seiner Sicht wird die globale Erwärmung als politisches Instrument benutzt, um die Kontrollmöglichkeiten der amerikanischen Regierung zu erhöhen; der Einfluss des Menschen auf das Klima sei nicht erwiesen. Da die Planetary Society – entsprechend dem Forschungsstand zum Klimawandel – den Menschen als Ursache für die globale Erwärmung benannt hatte, gab er 2008 seinen Austritt aus dieser Gesellschaft bekannt. Er nahm an einer Klimaskeptiker-Konferenz des Heartland-Instituts teil und war Mitunterzeichner eines offenen Briefs von Klimaskeptikern im Wall Street Journal.